# Space Invaders
Space Invaders és un videojoc arcade de Taito Corporation creat el 1978 desenvolupat per Tomohiro Nishikado, tot i que se n'han fet moltes versions posteriors.
Space Invaders va ser el primer shooter fix i va establir la plantilla per al gènere videojoc de tir. L'objectiu és derrotar onades rere onades d'extraterrestres descendents amb un làser que es mou horitzontalment per guanyar tants punts com sigui possible.
El seu èxit a la versió de les recreatives va fer fins i tot que s'esgotessin les monedes petites a determinades zones del Japó i el govern en va haver d'emetre més. El disseny dels extraterrestres ha esdevingut un símbol dels grafitis de carrer, de les etiquetes per indicar el gènere de "marcianets" o "Shoot 'em up" en els videojocs i d'una marca de moda jove. També s'ha convertit en una icona dels emuladors de jocs antics, que recreen amb la tecnologia contemporània els títols de suports ja desapareguts.

## Origen
El dissenyador Nishikado es va inspirar en videojocs de tir com Breakout (1976) i Gun Fight (1975), així com narracions de ciència-ficció com la novel·la La guerra dels mons (1897), l'anime Space Battleship Yamato (1974). i la pel·lícula Star Wars (1977). Per completar el desenvolupament del joc, va haver de dissenyar maquinari i eines de desenvolupament personalitzades. Un cop va ser llançat al públic, Space Invaders va ser un èxit comercial immediat. El 1982, havia recaptat 3.800 milions de dòlars, amb un benefici net de 450 milions de dòlars. Per aquest motiu el va convertir en el videojoc més venut i el producte d'entreteniment més taquiller de l'època, i el videojoc amb més guanys de tots els temps.
Space Invaders és considerat un dels videojocs més influents de tots els temps. Va inaugurar l'edat daurada dels videojocs arcade. Molts dissenyadors de videojocs de diferents gèneres s'hi van inspirar, re-editant-se en diversos formats. La versió Atari VCS de 1980 va quadruplicar les vendes del VCS, convertint-se així en la primera aplicació assassina per a videoconsoles. En general, l'extraterrestre enemic pixelat s'ha convertit en una icona de la cultura pop, sovint representant els videojocs en conjunt.

## Videojoc
El jugador controla una nau que ha de disparar els alienígenes, que avancen lentament en fileres cap a ell mentre disparen. Té unes roques per protegir-se i la clau per vèncer està en l'habilitat i la rapidesa de moviments.
A mesura que els extraterrestres són derrotats, el seu moviment i la música del joc s'acceleren. Derrotar tots els extraterrestres porta una altra onada que comença més avall, un bucle que pot continuar interminablement. Una "nau misteriosa" especial es mourà ocasionalment per la part superior de la pantalla i atorgarà punts de bonificació si es destrueix.